# Sophie von Sachsen (1587–1635)

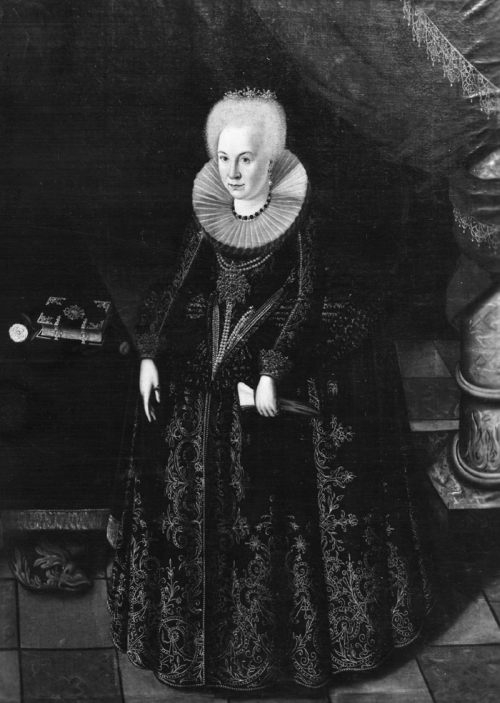
Sophie von Sachsen, Herzogin von Pommern-Stettin

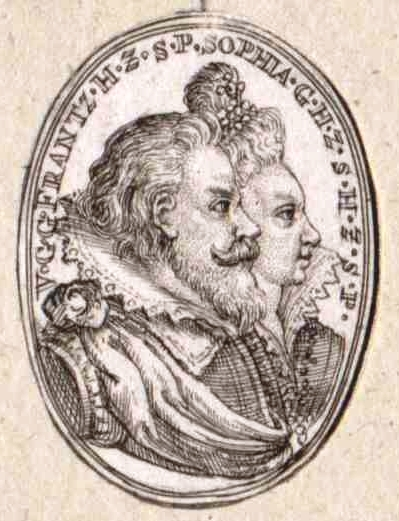
Sophie von Sachsen mit ihrem Ehemann Franz von Pommern

Sophie von Sachsen (* 29. April 1587 in Dresden; † 9. Dezember 1635 in Stettin) war eine sächsische Prinzessin aus dem Haus der albertinischen Wettiner und durch Heirat Herzogin von Pommern-Stettin.

## Leben
Sophie war eine Tochter des Kurfürsten Christian I. von Sachsen (1560–1591) aus dessen Ehe mit Sophie (1568–1622), Tochter des Kurfürsten Johann Georg von Brandenburg.
Sie heiratete am 26. August 1610 in Dresden Herzog Franz von Pommern-Stettin (1577–1620). In der Ehe wurden keine Kinder geboren. Als Wittum wurde für Sophie das Amt Wollin bestimmt, welches Herzog Franz zu diesem Zwecke taxieren ließ und das sie nach dem Tod ihres Mannes verwaltete. In die Zeit ihrer Herrschaft fällt die schwierige Zeit des Dreißigjährigen Krieges. Von 1622 bis 1626 wurde für sie in Wollin ein neues Schloss gebaut, da das bisherige fürstliche Haus verfallen war.
Nach dem Tod der Herzogin fiel das Amt an Herzog Bogislaw XIV. von Pommern zurück. Alle bewegliche Habe, wie Mobiliar und Kornvorräte, wurden aber vom Königreich Schweden beschlagnahmt, da Sophie aus dem sächsischen Kurhaus stammte, das Schweden seit dem Prager Frieden als Feind betrachtete.
Sophie starb 1635 und wurde zunächst in der Fürstengruft in Stettin bestattet, ihr Leichnam aber 1650 in die Sophienkirche in Dresden übergeführt.

## Vorfahren
| Ahnentafel Sophie von Sachsen | Ahnentafel Sophie von Sachsen                                                           | Ahnentafel Sophie von Sachsen                                                           | Ahnentafel Sophie von Sachsen                                                           | Ahnentafel Sophie von Sachsen                                                                                 | Ahnentafel Sophie von Sachsen                                                                       | Ahnentafel Sophie von Sachsen                                                                       | Ahnentafel Sophie von Sachsen                                                                       | Ahnentafel Sophie von Sachsen                                                                       |
| ----------------------------- | --------------------------------------------------------------------------------------- | --------------------------------------------------------------------------------------- | --------------------------------------------------------------------------------------- | --- | --------------------------------------------------------------------------------------------------- | --------------------------------------------------------------------------------------------------- | --------------------------------------------------------------------------------------------------- | --------------------------------------------------------------------------------------------------- |
| Ururgroßeltern                | Herzog Albrecht der Beherzte (1443–1500) ⚭ 1464 Sidonie von Böhmen (1449–1510)          | Herzog Magnus II. (1441–1503) ⚭ 1478 Sophie von Pommern (1460–1504)                     | König Friedrich I. (1471–1533) ⚭ 1502 Anna von Brandenburg (1487–1514)                  | Herzog Magnus I. von Sachsen-Lauenburg (1470–1543) ⚭ 1509 Katharina von Braunschweig-Wolfenbüttel (1488–1563) | Kurfürst Joachim I. (1484–1535) ⚭ 1502 Elisabeth von Brandenburg (1485–1555)                        | Herzog Georg von Sachsen (1471–1539) ⚭ 1496 Barbara von Polen (1478–1534)                           | Markgraf Friedrich II. von Brandenburg (1460–1536) ⚭ 1479 Sofia Jagiellonka (1464–1512)             | Karl I. (1476–1536) ⚭ 1488 Anna von Sagan                                                           |
| Urgroßeltern                  | Herzog Heinrich der Fromme (1473–1541) ⚭ 1512 Katharina von Mecklenburg (1487–1561)     | Herzog Heinrich der Fromme (1473–1541) ⚭ 1512 Katharina von Mecklenburg (1487–1561)     | König Christian III. (1503–1559) ⚭ 1525 Dorothea von Sachsen-Lauenburg (1511–1571)      | König Christian III. (1503–1559) ⚭ 1525 Dorothea von Sachsen-Lauenburg (1511–1571)                            | Kurfürst Joachim II. (1505–1571) ⚭ 1524 Magdalene von Sachsen (1507–1534)                           | Kurfürst Joachim II. (1505–1571) ⚭ 1524 Magdalene von Sachsen (1507–1534)                           | Herzog Georg von Brandenburg-Ansbach (1484–1543) ⚭ 1525 Hedwig von Münsterberg-Oels (1508–1531)     | Herzog Georg von Brandenburg-Ansbach (1484–1543) ⚭ 1525 Hedwig von Münsterberg-Oels (1508–1531)     |
| Großeltern                    | Kurfürst August von Sachsen (1526–1586) ⚭ 1548 Anna von Dänemark (1532–1585)            | Kurfürst August von Sachsen (1526–1586) ⚭ 1548 Anna von Dänemark (1532–1585)            | Kurfürst August von Sachsen (1526–1586) ⚭ 1548 Anna von Dänemark (1532–1585)            | Kurfürst August von Sachsen (1526–1586) ⚭ 1548 Anna von Dänemark (1532–1585)                                  | Kurfürst Johann Georg von Brandenburg (1525–1598) ⚭ 1548 Sabina von Brandenburg-Ansbach (1529–1575) | Kurfürst Johann Georg von Brandenburg (1525–1598) ⚭ 1548 Sabina von Brandenburg-Ansbach (1529–1575) | Kurfürst Johann Georg von Brandenburg (1525–1598) ⚭ 1548 Sabina von Brandenburg-Ansbach (1529–1575) | Kurfürst Johann Georg von Brandenburg (1525–1598) ⚭ 1548 Sabina von Brandenburg-Ansbach (1529–1575) |
| Eltern                        | Kurfürst Christian I. von Sachsen (1560–1591) ⚭ 1582 Sophie von Brandenburg (1568–1622) | Kurfürst Christian I. von Sachsen (1560–1591) ⚭ 1582 Sophie von Brandenburg (1568–1622) | Kurfürst Christian I. von Sachsen (1560–1591) ⚭ 1582 Sophie von Brandenburg (1568–1622) | Kurfürst Christian I. von Sachsen (1560–1591) ⚭ 1582 Sophie von Brandenburg (1568–1622)                       | Kurfürst Christian I. von Sachsen (1560–1591) ⚭ 1582 Sophie von Brandenburg (1568–1622)             | Kurfürst Christian I. von Sachsen (1560–1591) ⚭ 1582 Sophie von Brandenburg (1568–1622)             | Kurfürst Christian I. von Sachsen (1560–1591) ⚭ 1582 Sophie von Brandenburg (1568–1622)             | Kurfürst Christian I. von Sachsen (1560–1591) ⚭ 1582 Sophie von Brandenburg (1568–1622)             |
| Sophie von Sachsen            |                                                                                         |                                                                                         |                                                                                         | | | | | |